# Terrence Shannon Jr.
Terrence Edward Shannon Jr. (Chicago, 30 de julho de 2000) é um jogador norte-americano de basquete profissional que atualmente joga no Minnesota Timberwolves da National Basketball Association (NBA).
Ele jogou basquete universitário por Texas Tech e pela Universidade de Illinois e foi selecionado pelos Timberwolves como a 27º escolha geral no draft da NBA de 2024.

## Primeiros anos
Shannon Jr. é filho de Treanette Redding e Terrence Shannon Sr. Sua mãe e seu pai se separaram quando ele tinha dois anos de idade. Shannon tem quatro irmãos por parte de mãe e três por parte de pai.

## Carreira no ensino médio
Shannon se interessou por basquete desde jovem, especialmente depois de experimentar um surto de crescimento no início do ensino médio. Ele estudou na Lincoln Park High School em Chicago e teve médias de 15 pontos, 7,5 rebotes e 2,7 assistências em seu último ano. Shannon também foi um recebedor no time de futebol americano. Depois de não ter nenhuma oferta de bolsa de estudos de basquete da Divisão I da NCAA até o final de sua última temporada, ele se reclassificou para a classe de 2019 e se mudou para a IMG Academy em Bradenton, Flórida.

### Recrutamento
Um recruta de quatro estrelas, ele originalmente se comprometeu com a Universidade DePaul antes de mudar seu compromisso para Texas Tech. Ele rejeitou as ofertas de DePaul, Florida State, Georgetown e Illinois.

## Carreira universitária

### Texas Tech (2019–2022)
Shannon entrou em sua temporada de calouro como um dos armadores titulares de Texas Tech. Em 4 de dezembro de 2019, Shannon registrou 24 pontos e oito rebotes, o recorde da temporada de calouro, em uma derrota por 65-60 na prorrogação para DePaul. Como calouro, ele teve médias de 9,8 pontos e 4,1 rebotes, sendo selecionado para a Equipe de Novatos da Big 12 Conference.
Em 30 de janeiro de 2021, Shannon registrou seu primeiro duplo-duplo da carreira com 23 pontos e 10 rebotes contra LSU. Durante a partida das quartas de final do Torneio da Big 12 contra Texas, Shannon jogou 34 minutos e teve 18 pontos. Apesar de seu desempenho, Texas Tech foi eliminado por um placar de 67–66. Na Rodada de 32 do Torneio da NCAA contra Arkansas, Shannon marcou 20 pontos, apesar da equipe ter sido eliminada.
Em seu segundo ano, Shannon teve médias de 12,9 pontos, quatro rebotes, 1,4 assistências e 1,1 roubos de bola. Por seus esforços, ele foi selecionado para a Terceira-Equipe da Big 12. Em 8 de abril de 2021, Shannon declarou-se para o draft da NBA de 2021, mantendo sua elegibilidade universitária. Ele finalmente retornou ao Texas Tech para uma terceira temporada.
Em 7 de novembro, Shannon foi suspenso indefinidamente devido a uma revisão de elegibilidade. Ele foi reintegrado em 17 de novembro, após perder três jogos. Em sua terceira temporada, ele teve médias de 10,4 pontos, 2,6 rebotes e 2,0 assistências. Em 25 de março de 2022, Shannon entrou no portal de transferência da NCAA.

### Illinois (2022–2024)
Em 29 de abril de 2022, ele se comprometeu com a Universidade de Illinois. Após sua primeira temporada, ele se declarou para o draft da NBA de 2023. Mais tarde, ele se retirou do draft e retornou a Illinois para uma segunda temporada e sua quinta temporada no geral.
Shannon jogou 11 jogos pelo Illini antes de ser suspenso por seis jogos, Shannon era considerado um favorito para o prêmio de Jogador Nacional do Ano antes de sua suspensão. Após uma liminar ser concedida, sua suspensão foi encerrada e ele voltou a jogar o resto da temporada.
Após o fim da temporada, foi anunciado que a camisa de Shannon seria homenageada pela universidade.

## Carreira profissional

### Minnesota Timberwolves (2024–Presente)
Em 26 de junho de 2024, Shannon foi selecionado pelo Minnesota Timberwolves como a 27ª escolha geral no draft da NBA de 2024 e em 8 de julho, ele assinou um contrato de 4 anos e US$13 milhões com Minnesota.

## Vida pessoal

### Falsa acusação de estupro

#### Incidente
Na manhã de sábado, 9 de setembro de 2023, Shannon supostamente penetrou Madi Neill com os dedos no Jayhawk Cafe. Meses depois, em 27 de dezembro, Shannon foi preso por um mandado emitido pelo promotor público do Condado de Douglas (Kansas) pela acusação de estupro, relação sexual sem consentimento e uso de força contra uma vítima. Shannon pagou fiança no dia seguinte e foi suspenso pelo time.
Nenhum funcionário do bar, equipe de segurança, amigos ou colegas de quarto além do melhor amigo de Neill foi entrevistado. A polícia pegou imagens de vigilância do Jayhawk Cafe, no entanto, o local onde o suposto crime ocorreu foi fora das câmeras. A bebida de Neill na noite do suposto incidente também variou entre o que ela disse à polícia e o que foi arquivado em seu relatório de exame de agressão sexual, mas a polícia não buscou recibos para verificar. Depois de concluir o exame de agressão sexual no dia seguinte, Neill e sua amiga retornaram ao Jayhawk Cafe, uma noite após o suposto incidente ter ocorrido.
Os jogadores da Universidade do Kansas, Kevin McCullar Jr. e Hunter Dickinson, assim como o assistente de pós-graduação, DyShawn Hobson, e o jogador da Universidade de Illinois, Justin Harmon, testemunharam que não viram Shannon interagir com Neill na noite do suposto incidente.
Após uma série de ações legais entre Shannon e a Universidade, em 19 de janeiro, ele recebeu uma liminar contra a Universidade de Illinois, tornando-o elegível para jogar. A universidade finalmente desistiu de sua investigação com Shannon desistindo de seu processo como resultado.
Em 2 de maio, os resultados do DNA foram divulgados por meio de uma audiência pela defesa de Shannon. A maioria das amostras de DNA eram inutilizáveis e uma amostra continha uma mistura de pelo menos três homens, nenhum dos quais era Shannon.
Em 7 de junho, a defesa de Shannon solicitou com sucesso a inclusão de evidências de um incidente de terceiros cometido por Arterio Morris, que supostamente abusou sexualmente de uma mulher no Jayhawk Cafe menos de duas semanas antes do suposto incidente envolvendo Shannon. Durante o julgamento, Neill testemunhou que Shannon agarrou seu pulso quando anteriormente ela havia dito que tal ação não ocorreu, pois suas mãos estavam ocupadas com seu telefone e bebida. O amigo de Neill corroborou o agarramento, apesar de não ter mencionado isso em depoimentos anteriores. A defesa de Shannon apresentou mensagens de texto de um bate-papo em grupo entre Neill e seus amigos, sugerindo que ela pode ter sido motivada por dinheiro, pois continham emojis de cifrão. Em 13 de junho, Shannon foi absolvida das acusações.

#### Consequências
Em 13 de setembro, foi anunciado que Shannon e sua mãe estavam processando o escritório do promotor público e o departamento de polícia do Condado de Douglas por acusação maliciosa e outras alegações. Um pedido de registros abertos do The News-Gazette revelou que Shannon estava buscando aproximadamente US$ 11,5 milhões, enquanto sua mãe buscava US$ 500.000.

## Estatísticas da carreira
| Ano      | Equipe     | PJ  | PT  | MPJ  | AP   | 3P   | LL   | RT  | AS  | BR  | TO | PPJ  |
| -------- | ---------- | --- | --- | ---- | ---- | ---- | ---- | --- | --- | --- | -- | ---- |
| 2019–20  | Texas Tech | 29  | 21  | 23.5 | .470 | .257 | .829 | 4.1 | 1.0 | .9  | .4 | 9.8  |
| 2020–21  | Texas Tech | 28  | 13  | 26.7 | .448 | .357 | .756 | 4.0 | 1.4 | 1.1 | .1 | 12.9 |
| 2021–22  | Texas Tech | 26  | 20  | 25.0 | .455 | .384 | .784 | 2.6 | 2.0 | .8  | .2 | 10.4 |
| 2022–23  | Illinois   | 31  | 30  | 32.1 | .442 | .321 | .790 | 4.6 | 2.8 | 1.3 | .5 | 17.2 |
| 2023–24  | Illinois   | 32  | 31  | 33.9 | .475 | .362 | .801 | 4.0 | 2.3 | 1.0 | .9 | 23.0 |
| Carreira | Carreira   | 146 | 115 | 28.2 | .458 | .336 | .792 | 3.8 | 1.9 | 1.0 | .4 | 14.6 |